# Серо Гордо (окръг, Айова)
Окръг Серо Гордо (на английски: Cerro Gordo County) е окръг в щата Айова, Съединени американски щати. Площта му е 1489 km², а населението - 46 447 души (2000). Административен център е град Мейсън Сити.